# Bouwspoor

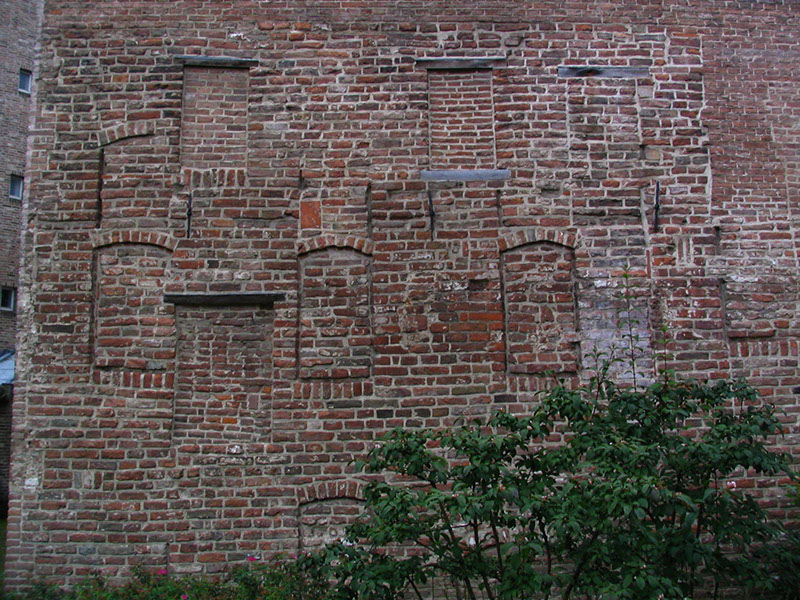
Bouwsporen in een gevel van het voormalig Buyskensklooster te Deventer.

Bouwsporen zijn in de bouwhistorie en archeologie fysieke sporen in een bouw- of kunstwerk die aanwijzingen geven over de bouwgeschiedenis met zijn gebruikers.
Bouwsporen kunnen bijvoorbeeld bestaan uit de toepassing van baksteen in een bouwwerk. Al in de Romeinse tijd werd in Nederland Romeinse baksteen toegepast; eind 12e eeuw werd de baksteen herontdekt. Die geschiedenis kent periodes van verschillende formaten van bakstenen, die bekend zijn. Door bouwhistorici en archeologen wordt daar dankbaar gebruik van gemaakt omdat het daarmee mogelijk kan zijn een bakstenen bouwwerk met zijn eventuele latere verbouwingen te dateren. 